# نبرد ری (۱۹۵ هجری)
نبرد ری نبردی بود بین سپاهیان مأمون عباسی به رهبری طاهر بن حسین و سپاهیان امین به رهبری علی بن عیسی بن ماهان در حوالی ری که به شکست سپاه امین انجامید. سپاه امین چندین برابر سپاه مأمون جمعیت داشت و عدد آن را پنجاه هزار نفر نوشته‌اند ولی سپاهیان طاهر حدود چهار هزار نفر بودند. علی بن عیسی فرمانده قوای امین توسط تیر یکی از سربازان طاهر به نام داوود سیاه کشته شد.

## پیش زمینه
پس از مرگ هارون الرشید و نمودار شدن اختلاف و جنگ مأمون و امین بر سر خلافت، طاهر عهده‌دار وظایف سنگین تری از سمت مأمون گشت و به کنشگری فعال و عنصری مهم در روند تصاحب قدرت توسط مأمون تبدیل گشت. امین در سال ۱۹۵ هجری علی بن عیسی را در راس سپاهی به جنگ با مأمون و دستگیری او گسیل نمود. مأمون نیز پس از مشورت با فضل بن سهل، وزیر خود، طاهر را به فرماندهی لشکر خود منصوب نمود و او را به جنگ با علی بن عیسی فرستاد.

## لشکرکشی طاهر
طاهر در سال ۱۹۵ هجری/ ۱۱–۸۱۰ میلادی برای جنگ با علی بن عیسی به سمت ری حرکت نمود و بر آن تسلط پیدا کرده و خود را مهیای نبرد با علی نمود. روایت است که در طی مدتی که طاهر مشغول به تجهیز و آماده‌سازی لشکر خویش در ری بود، از اطراف و به خصوص خراسان برای او کمک‌های زیادی ارسال شد. او سپس در راه‌ها پادگان‌هایی مستقر ساخت و در همه‌جا دیده‌بان قرار داد و به اطراف جاسوسانی را برای کسب اطلاعات و وصول اخبار گسیل نمود. پس از رسیدن به ری، طاهر به گزینش آرایش سپاهیان و تاکتیک خود برای نبرد پیش‌رو پرداخت. فرماندهان او پیشنهاد نمودند که در شهر ری مستقر شوند تا در صورت طولانی گشتن جنگ از نظر آذوقه دچار مشکل نشوند، از سرمای هوا نیز مصون باشند و بتوانند در صورت لزوم منتظر کمک از سوی خراسان بمانند. اما طاهر پیشنهاد آنان را نپذیرفت و بیان داشت که تحصن در شهر ناتوان پنداشتن خود می‌باشد و موجب تمایل عامهٔ مردم به سمت دشمن می‌گردد؛ زیرا قدرت دشمن افزون جلوه می‌کند و در نتیجه مشکلی بزرگ از جانب مردم شهر متوجه خودشان می‌شود. پس طاهر پیشنهاد داد که در صورت شکست به شهر پناه بیاورند که این نظر مورد قبول فرماندهان قرار گرفت و او به همراه لشکرش در سال ۱۹۵ هجری/ ۸۱۱ میلادی از شهر خارج شد و در قسطانه یا قلوصه اردو زدند. تعداد سپاهیان طاهر را از ۳۸۰۰ تا ۲۰۰۰۰ تن بیان نموده‌اند که اکثریت آنان را خراسانیان تشکیل می‌دادند. البته لازم است ذکر شود که تعدادی از سپاهیان طاهر با مشاهدهٔ سپاه عظیم علی بن عیسی، به علی پیوستند. طاهر در طی مدتی که به آماده‌سازی سپاه اشتغال داشت به تقویت روحیه و تهییج آنان می‌پرداخت و سعی می‌کرد، تا آنان را برای جنگ مهیا نماید. به همین سبب از تعلل در جنگ اجتناب می‌ورزید تا روحیهٔ سپاهیان خودی از مشاهدهٔ فزونی لشکر علی بن عیسی تضعیف نگردد و دشمنان نیز بی‌پروا نگردند. همچنین، او با تلاش مداوم و شبانه‌روزی به تجهیز سپاهیان خویش می‌پرداخت و لحظه‌ای قرار و توقف نداشت. طاهر به علت تعداد زیاد لشکریان دشمن و قلت لشکرش به اتخاذ آرایشی در جنگ پرداخت که به روایت خود او خارجی‌گونه بود و بر اساس آن سپاهیانش را به دسته‌های چهارگوش تقسیم نمود و هفتصد تن از خوارزمیان را در قلب سپاه جای داد. او برای پیروزی در نبرد، از روش‌های دیگر نیز بهره گرفت. احمد بن هشام را مأمور ساخت تا عهدنامه‌ای را که علی به فرمان هارون و در پایان حکومت خویش بر خراسان از مردم و برای مأمون اخذ نموده بود، بر سر نیزه کند و پیمان‌شکنی علی را برای سپاهیان به تصویر بکشد تا در لشکر علی، ایجاد بی‌نظمی‌کرده و جبههٔ او را تضعیف نماید. طاهر همچنین به سپاهش تأکید می‌کرد که با درنده‌خویی خوارج بر دشمن بتازند. علاوه بر آن سپاهیان را تشویق می‌کرد تا سعی نمایند یکی از پرچمداران دشمن را به عقب برانند و عقیده داشت که عقب‌نشینی یکی از آنان موجب عقب‌نشینی سایر پرچمداران خواهد گشت، که این راهکار مؤثر واقع شد و یکی از دلایل پیروزی طاهر در میدان نبرد بود. بر طبق روایات، در لشکر طاهر سردارانی همچون داوود سیاه، میکاییل، سبسل، الرستمی و محمد بن مصعب حضور داشتند.

## لشکرکشی علی بن عیسی
علی بن عیسی در سال ۱۹۵ هجری/ ۸۱۱ میلادی به همراه سپاهی که تعدادش را ۴۰۰۰۰ تا ۶۰۰۰۰ تن ذکر نموده‌اند به سمت ری به راه افتاد. امین نیز تا دروازهٔ خراسان یا نهروان به همراه لشکر آمده و سخنان و نصایحی را برای لشکریان ایراد نمود و با خراسانیان نیز به خوبی برخورد نمود و سپس آنان را روانه کرد. منقول است که سپاه علی، بسیار کامل و آراسته بود و علاوه بر آن در مسیر لشکرکشی از سوی حاکمان محلی نیز مورد حمایت قرار می‌گرفت، به طوری که به دستور امین ابودلف عجلی و هلال بن عبدالله حضرمی، علی را یاری می‌دادند. علی نیز نامه و هدایایی برای حاکمان دیلم و طبرستان ارسال کرده و از آنان درخواست یاری و اخلال در کار لشکر خراسان را طلب نمود. او عقیده داشت که سپاهیان طاهر با مشاهدهٔ لشکر وی پابه‌فرار خواهند گذاشت، که چنین اتفاقی رخ نداد و علی به‌ناچار به توانمندی طاهر اعتراف نمود. علی آرایش جنگی خود را اینگونه برگزید که ده پرچم برای سپاه تعیین نمود که در زیر هر پرچم هزار نفر قرار داشتند و به اندازهٔ مسافت یک تیر رها شده با یکدیگر فاصله داشتند. زره‌پوشان را پیشاپیش لشکر خود قرار داد و مقرر کرد هنگامی که گروه اولین پرچم از جنگ فرسوده گشتند، گروه بعدی جای آنان را بگیرند تا بدین ترتیب همواره افراد تازه‌نفس به نبرد با لشکریان طاهر بپردازند. او سپس نیزه‌داران را پیشاپیش پرچمداران مستقر ساخت و خود به همراه یارانش در قلب لشکر جای گرفت. علی به سربازانش توصیه نمود که به سرعت بر لشکریان خراسان بتازند، زیرا موجب عقب‌نشینی آنان می‌گردد. منقول است که وی، به حدی به توانایی خود و پیروزی‌اش اطمینان داشت که زنجیری نقره‌ای همراه خود داشت تا به وسیلهٔ آن مأمون را دربند کند.

## نبرد
پس از گفتارها و اعمال معمول قبل از جنگ، نبرد میان دو لشکر آغاز شد و به زودی شدت گرفت. طاهر در اثنای نبرد نیز به تهییج سپاهیان خویش می‌پرداخت و آنان را در جهت شکست دشمن راهنمایی می‌کرد. روایت است جنگ ادامه داشت تا زمانی که علی بن عیسی در جریان جنگ، بر اثر تیر یا ضربت داوود سیاه از اسب سرنگون گشته و کشته شد و با مرگ او، سپاهیان امین همگی راه فرار در پیش گرفتند. عدهٔ زیادی از لشکریان امین تسلیم طاهر گشتند و غنایم و ثروت بسیاری از جمله هفتصد کیسه هزار درهمی به چنگ طاهر افتاد. طاهر به شکرانه این پیروزی نماز شکر به جای آورد و نامه‌ای در اعلام پیروزی خود برای مأمون یا فضل بن سهل ارسال نمود. مردم نیز از شنیدن خبر پیروزی وی سراسر سرور شده و مأمون را تحت عنوان خلیفه تهنیت گفتند. منقول است که مأمون، هرثمه را به همراه سپاهی برای یاری طاهر گسیل نمود، اما با توجه به تأخیر آنان در پیوستن به طاهر و دریافت گزارش‌هایی مبنی بر شورش سپاهیان در خراسان علیه مأمون، ممکن است که این لشکر رغبت زیادی برای جنگ را دارا نبوده‌است. مأمون پس از این پیروزی در خطبه‌ای خطاب به مردم وعدهٔ اجرای حق و رعایت حال آنان را داد. در سمتی دیگر، امین نیز پس از شنیدن خبر شکست لشکر علی، بسیار مضطرب و پریشان گشت و سپاهی دیگر را برای جلوگیری از پیشروی طاهر مهیا و اعزام نمود.

## دلایل شکست
دلایل احتمالی شکست لشکر امین:
- انتخاب علی بن عیسی به عنوان فرماندهٔ لشکر توسط امین با توجه به ذهنیت سراسر تاریک و منفی از او در اذهان مردم خراسان و در نتیجه اجماع و همدلی آنان به همراه عزمی راسخ برای شکستش و کسب انتقام سال‌هایی که توسط وی به عنوان امیر خراسان مورد ظلم واقع گشتند؛
- غرور کاذب علی بن عیسی در مصاف با طاهر و در نتیجه، ناچیز شمردن او و بی‌توجهی به توانایی‌هایش به علت سابقهٔ خدمت طاهر در رکابش و زیردست بودن او؛
- در نظر نگرفتن جوانب احتیاط و عدم اعمال اقدامات ضروری پیش از جنگ از سمت علی مانند ارسال جاسوس به اطراف به منظور کسب اخبار و اطلاعات، به رغم اصرار فرماندهان؛
- بروز رفتارهایی از جانب علی بن عیسی که از پیوستن سپاهیان طاهر به او جلوگیری می‌کرد، مانند تازیانه زدن عده‌ای از افراد طاهر که ترک اردو کرده و به وی ملحق گشته بودند؛
- هنرنمایی طاهر در آغاز جنگ با کشتن یکی از سربازان لشکر علی بن عیسی که موجب ایجاد ترس و تزلزل در لشکریان بغداد گشت؛
- استفاده طاهر از جاسوسان و ایجاد ضعف و تشنج در لشکر دشمن با اقداماتی همچون یادآوری تعهدنامه‌ای که علی به دستور هارون، از مردم برای مأمون اخذ نموده بود؛
- مرگ علی بن عیسی در اثنای جنگ که موجب فروپاشی لشکر گشته و همه یا راه گریز در پیش گرفتند یا تسلیم گشتند.